# Ланчанское чудо

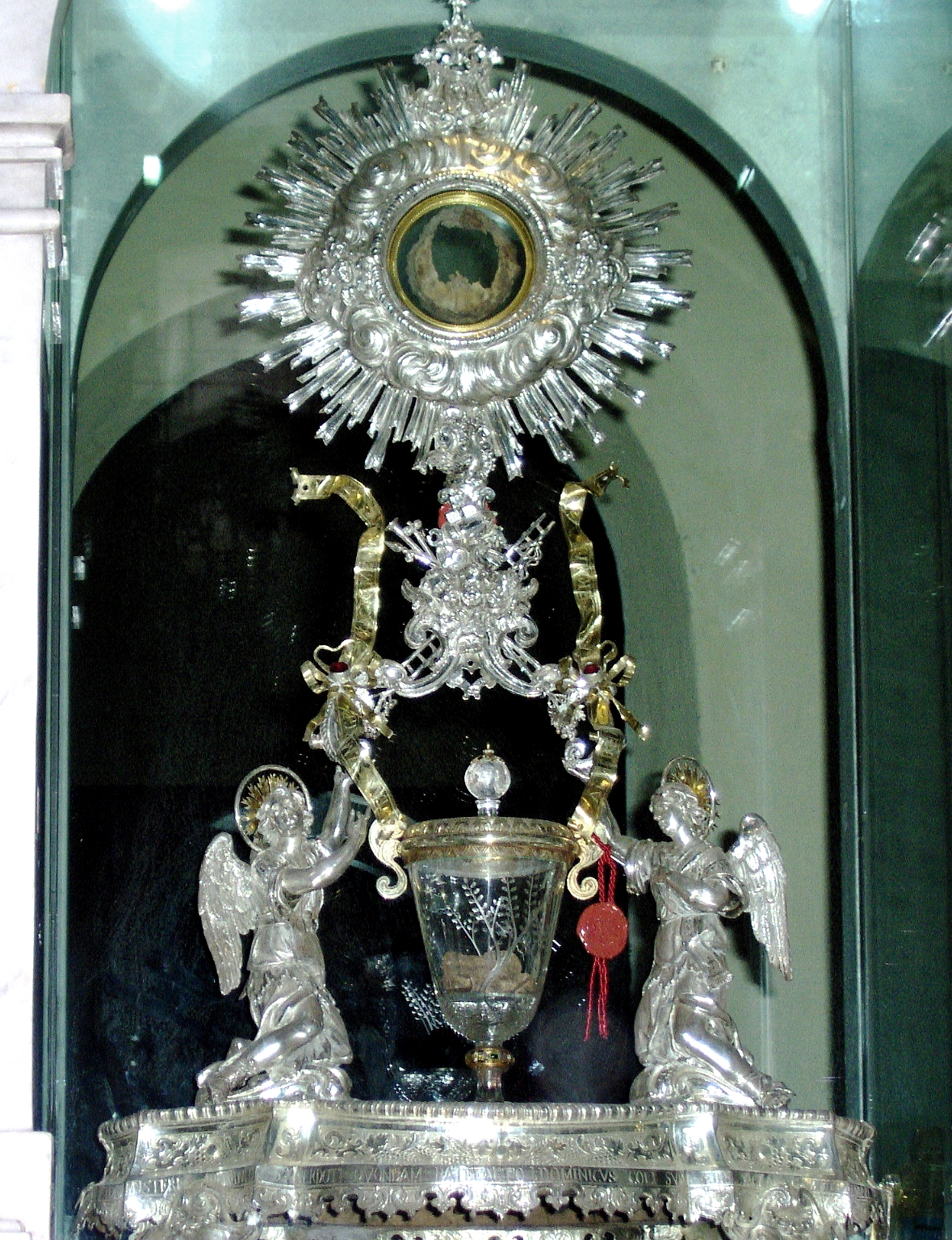
Дарохранительница XVIII века церкви Святого Франциска (Ланчано) с реликвиями

Ланча́нское чу́до — признанное католической церковью евхаристическое чудо. Согласно церковному преданию, в VIII веке во время Божественной литургии, которую служили в церкви города Ланчано, пресный хлеб и вино превратились в плоть человеческого тела и кровь. В 1574, 1770 и 1886 годах артефакты изучались священнослужителями, первое изучение научным сообществом имело место во второй половине XX века.

## Исследования
Различные исследования пытались оценить реликвии с разными результатами по мере развития научных возможностей на протяжении веков. Один набор измерений был проведен в 1574 году архиепископом Антонио Гаспаром Родригесом, который определил, что «кровь, разделенная на пять неравных частей, весит вместе столько же, сколько и каждая по отдельности». Историк науки 21 века называет это «чудом весов»
18 ноября 1970 года доктор Одоардо Линоли (итал. Odoardo Linoli) из госпиталя Ареццо взял пробы обоих компонент на анализ. По его описанию, «плоть» представляет собой тёмно-жёлто-коричневый круглый объект размером 5-6 см с отверстием в центре, по консистенции сравнимый с твёрдыми породами дерева. «Кровь» представляет собой пять ещё более твёрдых жёлто-коричневых фрагментов неправильной формы общим весом 15,85 г.
Исследования были закончены 4 марта 1971 года, по их результатам Линоли пришёл к выводу, что плоть является фрагментом мышечной ткани сердца человека, содержит в сечении миокард, эндокард и блуждающий нерв, а жидкость является кровью группы АБ. Анализ Линоли был подтвержден в 1981 году Руджеро Бертелли, бывшим профессором анатомии человека в Сиенском Университете 